# Mike Green (baloncestista de 1985)
Michael Edward Green (nacido el 23 de junio de 1985 en Filadelfia, Pensilvania) es un jugador de baloncesto estadounidense que juega en el Strasbourg IG. Con 1,85 metros de estatura, juega en la posición de base

## Trayectoria
[actualizar]